# أربيليستوك
أربيليستوك (بالإنجليزية: Arpelistock)‏ هو أحد جبال سلسلة جبال الألب البرنية وجزء من القمة الأم غيلتينورن يقع في كانتون برن وكانتون فاليز، سويسرا. يبلغ ارتفاع الجبل حوالي 3035 متر، بينما يبلغ ارتفاع نتوء الجبل 70 متر.